# Constance Cornwallis-West

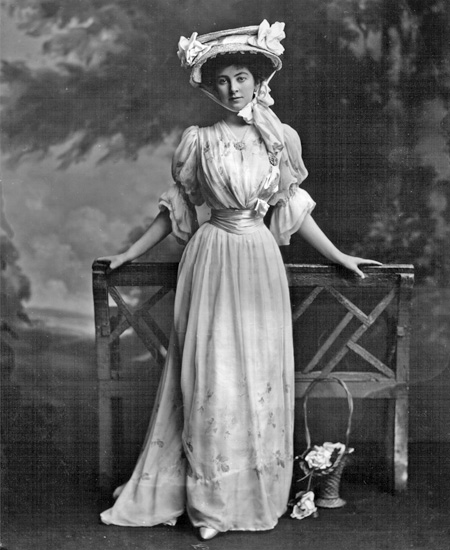
La Duchessa di Westminster nel 1902

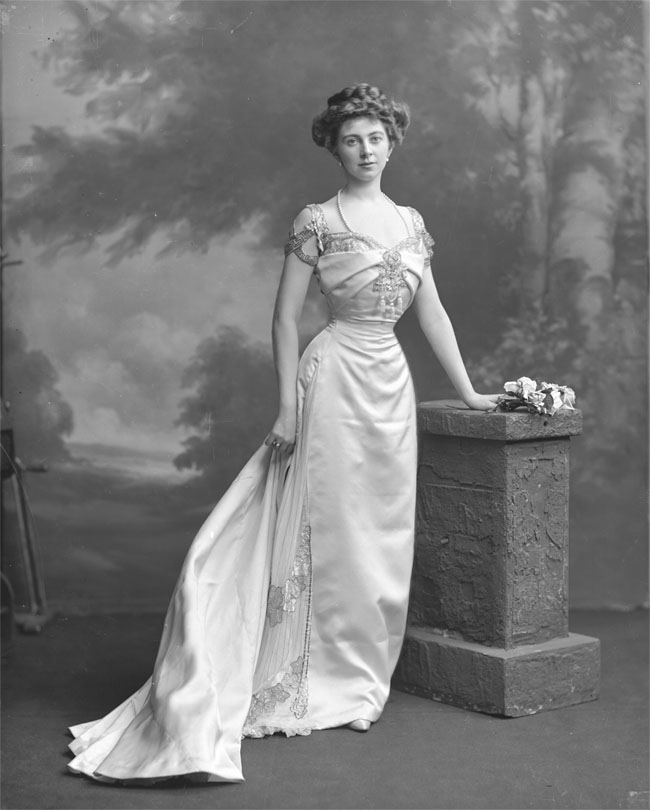
La Duchessa nel 1906

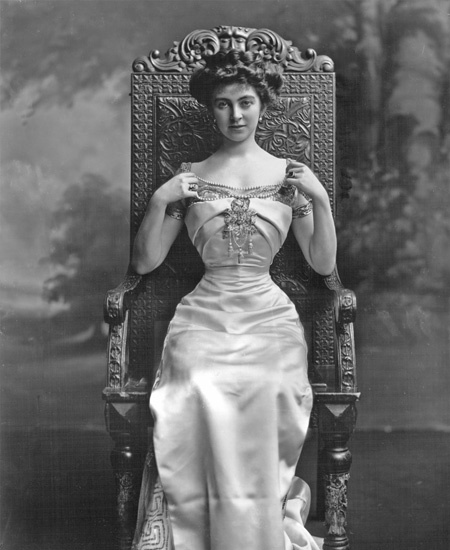
La Duchessa nel 1907

Constance Edwina Lewes (in precedenza Grosvenor, nata Cornwallis-West, anche nota come Shelagh; 1876 – 21 gennaio 1970) è stata una nobildonna e socialite britannica.

## Duchessa di Westminster
Constance Edwina Cornwallis-West era la più giovane dei figli di William e Mary Cornwallis-West. Fu molto legata a sua sorella Daisy, Principessa di Pless. A una festa a Blenheim Palace, Mary chiese al Principe di Galles (poi Re Edoardo VII) di convincere Hugh Grosvenor, II duca di Westminster, a sposare sua figlia. I due si sposarono il 16 febbraio 1901 e si trasferirono a Grosvenor House su Park Lane, una magione che il Duca aveva ereditato da suo nonno. Successivamente vissero insieme a Eaton Hall nel Cheshire. Il Duca era uno degli uomini più ricchi del mondo.
Ebbero tre figli:
- Lady Ursula Mary Olivia Grosvenor (21 febbraio 1902 - 1978), i cui discendenti sono gli unici discendenti della Duchessa e del Duca
- Edward George Hugh Grosvenor, Conte Grosvenor (1904 - febbraio 1909)
- Lady Mary Constance Grosvenor (27 giugno 1910 - 7 giugno 2000)

La Duchessa fu una delle due sole donne a competere nella Vela ai Giochi della IV Olimpiade in qualità di proprietario e membro aggiuntivo dell'equipaggio dello yacht vincitore della medaglia di bronzo per gli 8 metri Sorais. Distribuì i diplomi di merito speciale per i concorrenti degli altri sport olimpici il 25 luglio 1908.
Il matrimonio fu felice all'inizio e la coppia condivideva molti interessi, tra cui la vela e le corse automobilistiche. Tuttavia, aspettative dei suoi genitori di profitto economico personale acquisito attraverso il matrimonio e le sue proprie lunghe assenze da casa influenzarono il suo matrimonio con il conservatore Duca. Nel 1909, l'unico figlio maschio della coppia ed erede apparente del ducato morì in seguito a un'operazione di appendicite mentre la Duchessa era via. Il Duca la accusso di trascurare il bambino, e la Duchessa non partecipò ai funerali del ragazzo. Si vociferava che Duchessa aveva una segreta liaison con il Duca d'Alba, mentre suo marito aveva ciò che descrisse come le sue proprie "avventure notturne". Tuttavia, la coppia continuò ad apparire insieme in occasione di eventi sociali fino alla nascita del loro figlio minore, Lady Mary. Nel 1913, il Duca chiese la separazione ma la prima guerra mondiale distolse la coppia, con il Duca che si unì al suo reggimento e la Duchessa che sponsorizzava n ospedale militare a Le Touquet, ospitato in un casinò locale.

## Vita successiva
Nel 1918, la Duchessa fu insignita in qualità di Commendatore dell'Ordine dell'Impero Britannico per i suoi servigi in guerra. Divorziò dal Duca sulla base del suo adulterio e abbandono dell'anno successivo, con un decreto reso assoluto il 19 dicembre 1919. La coppia rimase in buoni rapporti dopo il 1919, ospitando insieme il ballo di debutto delle figlie. Il sospetto è naturalmente che il divorzio ebbe luogo per collusione, con entrambe le parti volevano un divorzio e nuovo matrimonio. Il 14 gennaio 1920, l'ex Duchessa di Westminster sposò segretamente il suo segretario privato e agente, Capitano James Lewes, allora trentenne, a Lyndhurst nel Hampshire. Ella aveva conosciuto Lewes al principio della guerra, mentre era in cura presso il suo ospedale a Le Touquet. Non ebbero figli. L'ex duchessa morì all'età di 94 anni.

## Collegamenti
- George Cornwallis-West, suo fratello
- Daisy Cornwallis-West, sua sorella
- Violet Cripps, baronessa Parmoor, seconda moglie del suo primo marito
- Loelia, Lady Lindsay, terza moglie del suo primo marito
- Anne Grosvenor, duchessa di Westminster, quarta moglie del suo primo marito